# Langesø

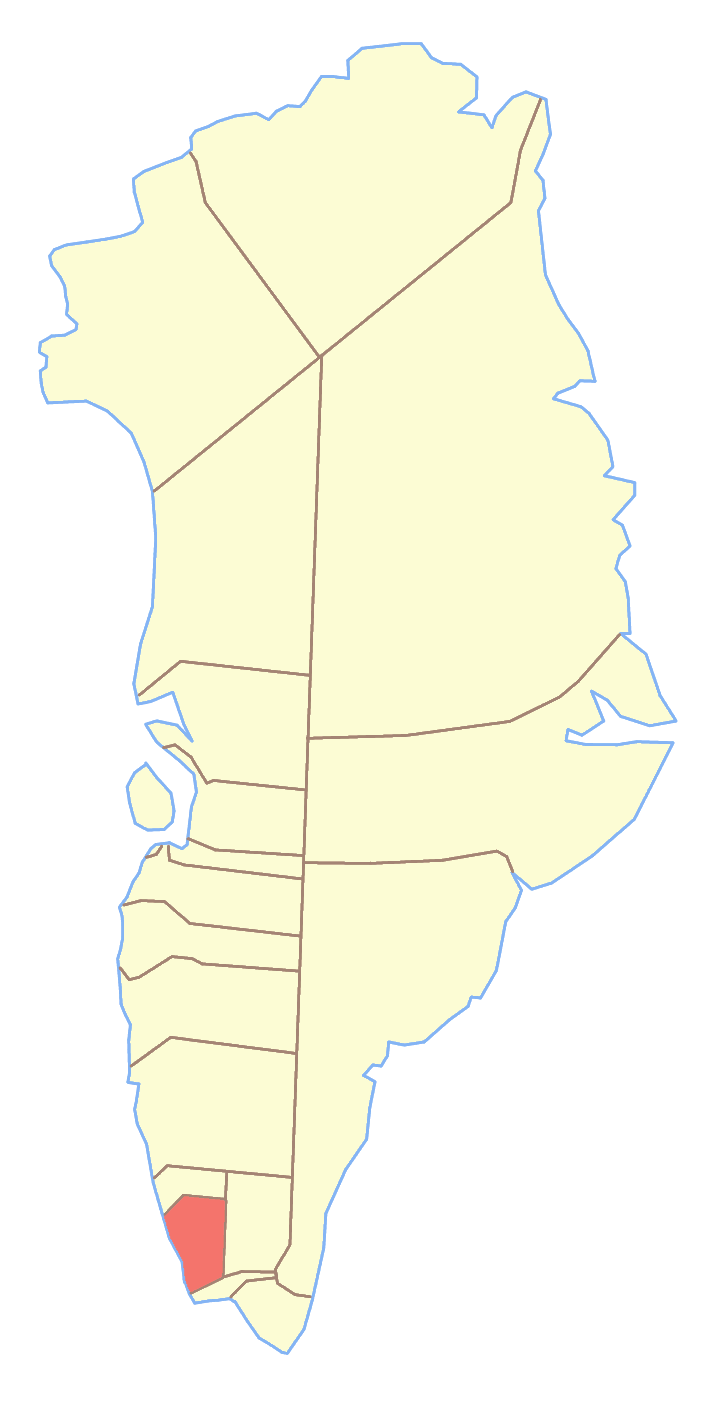
Ex comune di Ivittuut, dove si trovava il Langesø

Il Langesø è un lago della Groenlandia. Si trova presso il Mare del Labrador, a 282 m sul mare, a 61°14'N 48°02'O; appartiene al comune di Sermersooq.